# Causa General

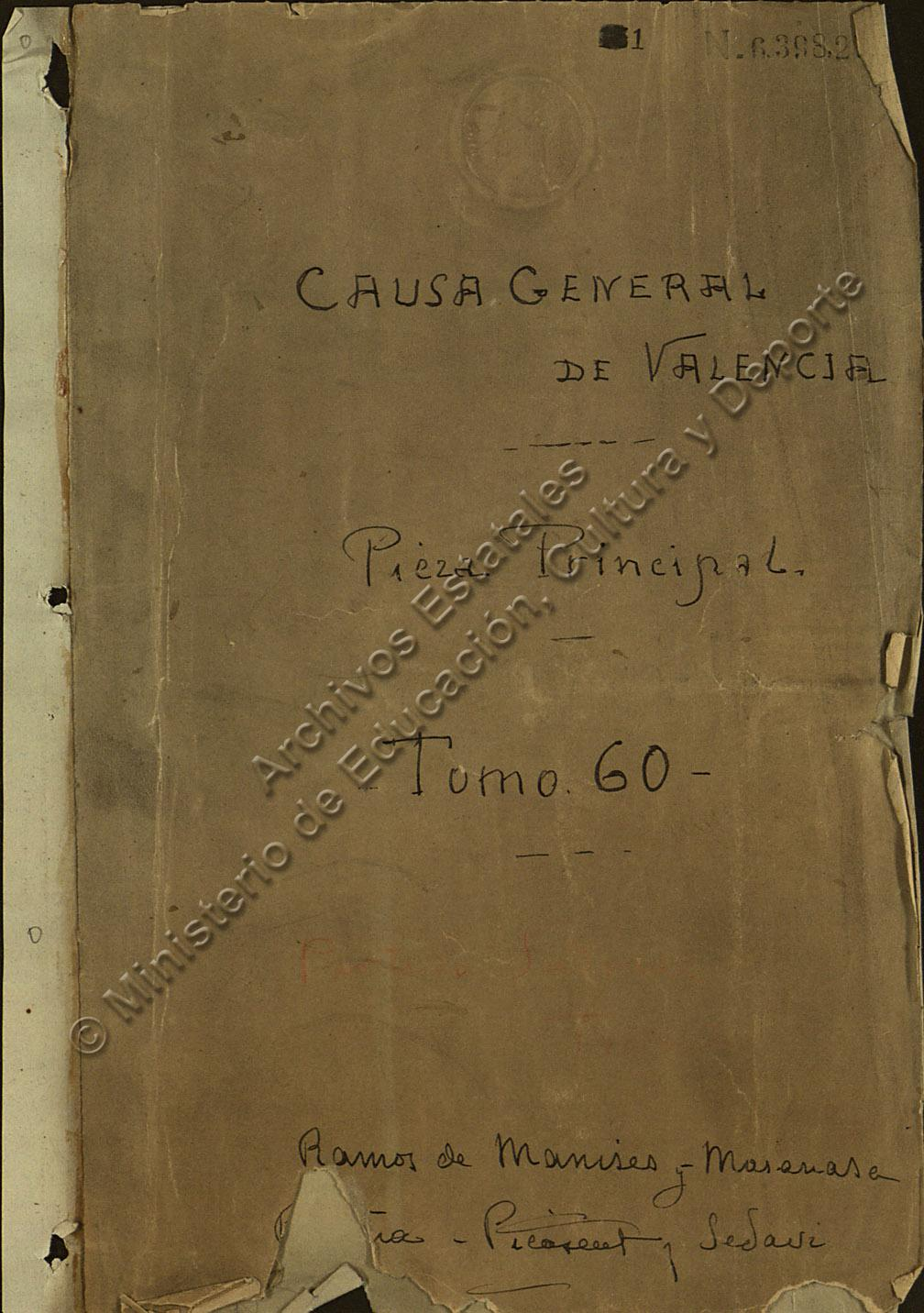
Causa General de Manises

La Causa general instruida por el Ministerio Fiscal sobre la dominación roja en España, conocida abreviadamente como la Causa General (CG), fue un extenso proceso de investigación impulsado por el ministro de Justicia franquista, Esteban Bilbao, tras la guerra civil, mediante Decreto de 26 de abril de 1940, con el objeto, según su preámbulo, de instruir «los hechos delictivos cometidos en todo el territorio nacional durante la dominación roja». Varios autores han expresado dudas sobre la objetividad del proceso, que ha sido encuadrado dentro de la propaganda franquista, aunque tiene valor como fuente bibliográfica. Como ha destacado Daniel Oviedo Silva, la Causa General no sólo sirvió para depurar las responsabilidades del enemigo, sino «que funcionó a su vez como herramienta propagandística para fijar un relato sobre los años republicanos, el conflicto y sus violencias».
El número de víctimas incluida en ella es de 85.940.

## Finalidad
Con el fin de «reunir pruebas de los hechos delictivos cometidos en todo el territorio nacional durante la dominación roja» el general Franco dio instrucciones al fiscal del Tribunal Supremo mediante un decreto del 26 de abril de 1940, firmado también por el ministro de Justicia Esteban Bilbao, para que iniciase la «Causa General de la Revolución Marxista».

La Causa General [...] atribuye al Ministerio Fiscal, subordinado al Ministerio de Justicia, la honrosa y delicada misión de fijar, mediante un proceso informativo fiel y veraz para conocimiento de los Poderes públicos y en interés de la Historia, el sentido, alcance y manifestaciones más destacadas de la actividad criminal de las fuerzas subversivas que en 1936 atentaron abiertamente contra la existencia y los valores esenciales de la Patria, salvada en último extremo, y providencialmente, por el Movimiento Liberador...
Nota explicativa, Edición de 1943

Lo que pretendía en realidad la Causa General era legitimar el gobierno del general Franco y justificar el golpe de julio de 1936 criminalizando a la República y a los que la habían apoyado. En este sentido, según Julián Casanova, la Causa General «consiguió varias metas. Aireó y marcó en la memoria de muchos ciudadanos las diferentes manifestaciones del “terror rojo” durante la guerra civil. Compensó a las familias de las víctimas de esa violencia, confirmando la división social entre vencedores y vencidos. Y sobre todo se convirtió en el instrumento de delación y persecución de ciudadanos que nada tenían que ver con los hechos».

## Aplicación
Con la información recabada de muy diversas fuentes sin excesiva verificación, fundamentalmente delaciones ―en este sentido la Causa General fue «un sistema de denuncia legal, un instrumento estatal para estimular la delación»―, se elaboró un enorme dosier compuesto de miles de legajos que luego servirían para fundamentar las acusaciones en los consejos de guerra y en los tribunales especiales.
La Causa General recopiló información sobre las circunstancias y detalles no solamente de abusos y crímenes contra personas y bienes cometidos durante la contienda en la zona republicana, sino todo tipo de acciones emprendidas por las autoridades, fuerzas armadas y de seguridad y partidarios de los gobiernos republicanos y de izquierdas desde la instauración de la Segunda República en 1931.
La información registrada por la Causa General, cuya recopilación duró prácticamente hasta los años sesenta, llevó a la apertura de numerosos procesos judiciales posteriores en contra de los que eran considerados responsables de los hechos investigados, hasta la promulgación por el gobierno de Francisco Franco en 1969 del Decreto-Ley 10/1969, por el que se declaraban prescritos todos los delitos cometidos antes de 1 de abril de 1939 (es decir, el final de la Guerra Civil). Dicho Decreto-Ley fue dictado a los treinta años de acabada la Guerra Civil.
La Causa General se llevó a cabo bajo la responsabilidad del fiscal jefe de la Causa General, figura específicamente establecida por un decreto posterior de 1943, hasta su traspaso al Ministerio de Justicia a partir de 1954, acumulando una enorme documentación que es conservada desde 1980 en el Archivo Histórico Nacional, en Madrid. El proceso fue empleado tanto como instrumento para la represión de un gran número de opositores, como para los fines propagandísticos del régimen de legitimar la sublevación en contra del Gobierno de la República y que desembocó en el conflicto civil armado.

## Archivo

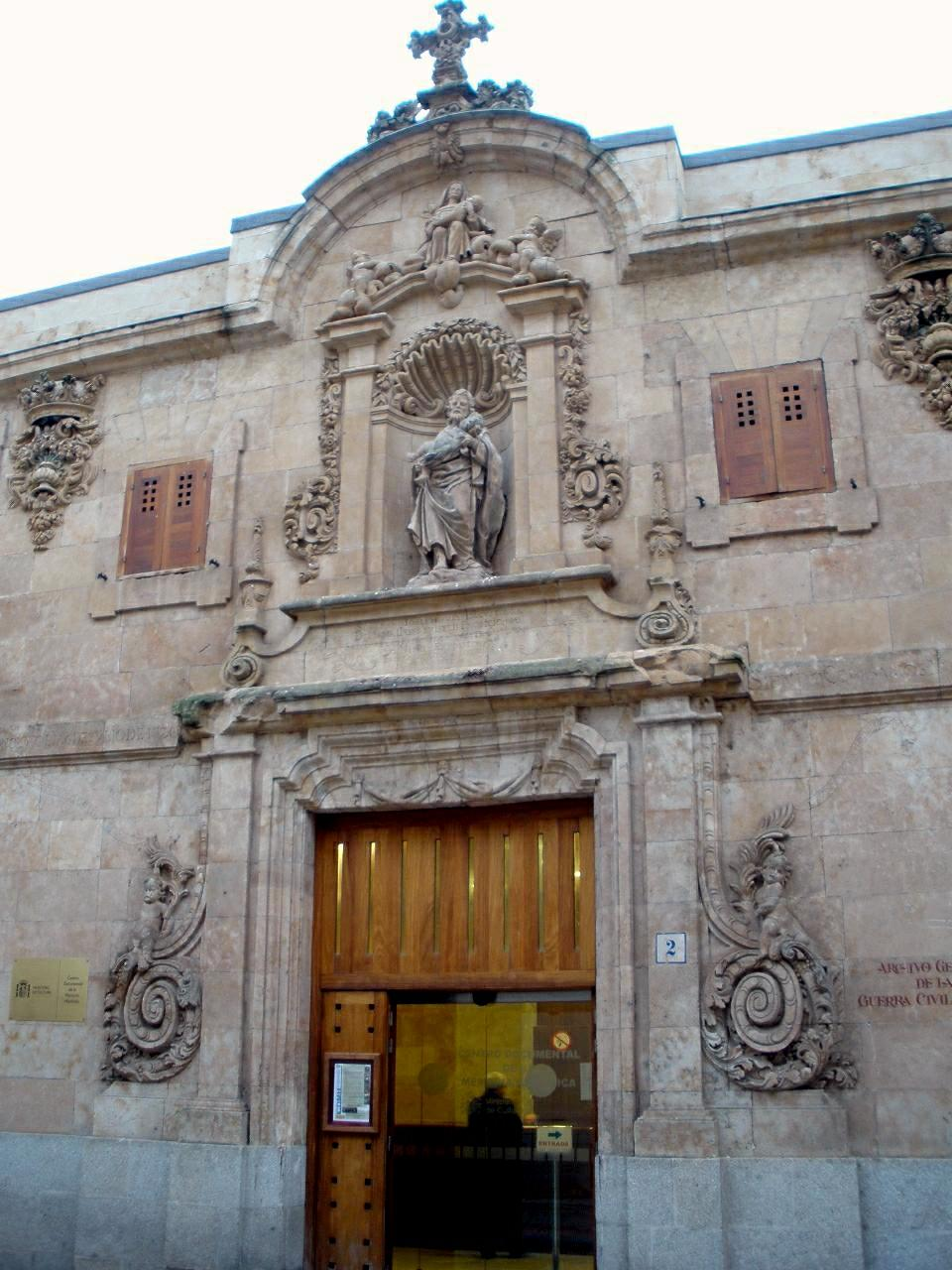
Archivo General de la Guerra Civil Española en Salamanca.

En septiembre de 1980 se recibieron en el Archivo Histórico Nacional, procedentes de la Fiscalía General del Estado, cerca de 4000 cajas que guardaban documentos correspondientes a la «Causa General». A través del Portal de Archivos Españoles (PARES) se puede realizar la búsqueda de la documentación que remitieron las autoridades locales de la época, se encuentra digitalizada. En 2011 los fondos fueron trasladados al Centro de la Memoria Histórica de Salamanca.

## El valor de la Causa General como fuente histórica
Varios historiadores han recurrido a los expedientes de la Causa General para sus investigaciones sobre la Segunda República Española y la Guerra Civil. Uno de estos historiadores, Fernando del Rey Reguillo, al referirse al periodo de gobierno del Frente Popular ha afirmado que la Causa General «se ha tendido a despreciar» «por prejuicios ideológicos o por considerarla inabarcable», pero él considera que «con independencia de su finalidad represiva y de su evidente intencionalidad política, posiblemente sin pretenderlo, el franquismo confeccionó de hecho una encuesta sociológica que resulta de enorme valor para los historiadores. Con todas sus limitaciones, y siempre con la sedimentación crítica precisa, el cruce con la memoria oral y con las restantes fuentes disponibles formadas al calor de los acontecimientos demuestra que, a pesar de los años transcurridos en al elaboración de aquellos expediente (entre 6 y 7 años respecto a 1936), la información ofrecida presenta un alto grado de fiabilidad».